# Hallstahammars kommun
59°37′N 16°13′Ø / 59.617°N 16.217°Ø
Hallstahammar kommune ligger i landskapet Västmanland i länet Västmanlands län i Sverige. Kommunens administrationscenter ligger i byen Hallstahammar. Kommunen ligger ved Kolbäcksån.

## Byer
Hallstahammar kommune har fire byer.
Indbyggere pr. 31. december 2005.
| #  | By            | Indbyggere |
| -- | ------------- | ---------- |
| 1. | Hallstahammar | 10.300     |
| 2. | Kolbäck       | 1.853      |
| 3. | Strömsholm    | 594        |
| 4. | Sörstafors    | 294        |

## Trafik
E18 og länsvej 252 passerer gennem kommunen.
Der er jernbanestationer med persontrafik i Hallstahammar (Bergslagspendeln) og Kolbäck ([jernbanelinjen Sala-Oxelösund, Mälarbanans tog standser ikke ved stationen).

## Eksterne kilder og henvisninger
- ”Kommunarealer den 1. januar 2012” (Excel). Statistiska centralbyrån.
- ”Folkmängd i riket, län och kommuner 30 juni 2012”. Statistiska centralbyrån.

- Wikimedia Commons har flere filer relateret til Hallstahammars kommun